# کولم (کارولینای شمالی)
کولم (به انگلیسی: Cooleemee) شهری در ایالت کارولینای شمالی کشور ایالات متحده آمریکا است که جمعیت آن در سرشماری سال ۲۰۱۰ میلادی، ۹۶۰ نفر بوده‌است.